# Palazzo del Seminario Metropolitano
Il palazzo del Seminario Metropolitano è un palazzo barocco di Torino, che fu costruito per ospitare il seminario dell'arcidiocesi e fu poi sede della Pontificia facoltà teologica di Torino ed oggi sede della sezione distaccata della Facoltà teologica dell'Italia settentrionale.

## Storia
Il progetto del 1711 (in passato attribuito a Filippo Juvarra) e riconosciuto a Pietro Paolo Cerruti. Il completamento avvenne nel 1738-29 con la costruzione della manica verso via Cappel Verde. La costruzione del palazzo si colloca nell'espansione cittadina negli anni 1720-30 (terzo ampliamento di Torino) e la rivoluzione urbanistica promossa da Vittorio Amedeo II e guidata da Filippo Juvarra dopo che Torino divenne capitale del Regno di Sardegna.
Date le piccole dimensioni del seminario di allora, nel 1711 si decise la costruzione di un nuovo edificio (quello attuale) nello stesso luogo del precedente. A dirigere i lavori fu il rettore del seminario Pietro Cossa. Cossa (Usseglio 13 febbraio 1672 - 29 novembre 1760) fu rettore dal 1704 fino alla morte, e fu anche canonico teologo del Capitolo metropolitano di Torino, direttore di una Conferenza di Teologia morale per il clero, abate dell'abbazia di San Costanzo a Villar San Costanzo, confessore della regina Anna Maria di Borbone-Orléans e di Carlo Emanuele III. A lui sono dedicati un busto e da una lapide sopra la porta centrale del salone del seminario.
La costruzione del palazzo fu lunga e complessa, accompagnata da acquisti, adattamenti, e demolizioni degli edifici nell'isolato. Una prima metà dell’edificio fu finita nel 1711-1713; tra gli anni 1722 e 1723 furono coistruite le ali est e nord e restava ancora da costruire più di un terzo dell’edificio. Nel contratto del 10 marzo 1711, gli scalpellini Bartolomeo Quadrone e Francesco Busso erano stati assunti per la costruzione del portale centrale con pietra di Gassino. All’ala orientale lavorarono nel 1711-1712 i capomastri Domenico e Carlo Francesco Pizone. Nell’agosto del 1712 vennero consegnati per via fluviale su 150 barche, partendo da Bereguardo quattordici (su ventiquattro) grandi colonne di marmo rosso (con capitelli, zoccoli, e arredi) degli scalpellini milanesi Antonio Magistretto e Carlo Salvadore. Nel 1723-24 agli scalpellini di Barge fu assegnata la lavorazione dei pavimenti in pietra locale. Costa reperiva i cospicui fondi finanziari, inclusi attraverso mutui contratti dal 1713 al 1749. Nel 1734 lo Cossa dona una somma propria per l’ulteriore ampliamento, la costruzione di una cappella e la creazione di posti gratuiti per preti poveri. Il 20 gennaio 1728, l’arcivescovo Francesco Giuseppe Arborio di Gattinara constatava che il palazzo era completato a metà. Al tempo la comunità contava 42 chierici, alcuni dei quali studiavano grammatica e retorica nel collegio dei Gesuiti, altri filosofia e teologia all’università. Negli anni 1728-1733 furono finite la cappella e l’ala occidentale del palazzo del seminario. L'ala meridionale fu terminata negli anni 1778-1780 sotto la guida dell’architetto Carlo Ceroni, originario della Val Solda, dopo la demolizione delle vecchie case. Al tempo del completamento, era allora rettore Giovanni Tommaso Adami ed arcivescovo Vittorio Costa d'Arignano. Nell’aprile del 1782 l’orologiaio Pietro Martina installò un grande orologio nel cortile. Nel 1793 il rettore Adami avviò l’ampliamento della cappella, incaricando alla di un nuovo altare marmoreo il capomastro scalpellino Francesco Parodi di Genova e il coro ligneo al falegname Vincenzo Rasario di Romagnano Sesia. Resta il fatto che la costruzione dell’ala occidentale, di cui fa parte la cappella, è la meno chiaramente documentata.
Fu occupato da truppe francesi nel 1799. Il seminario, l'università e la facoltà di teologia furono sospeve dall Rivoluzione. L'arcivescovo Giacinto Della Torre, che era nelle grazie del regime Napoleonico, ottenne la riapertura del seminario con decreto imperiale del 16 febbraio 1807. Notevoli e costose riparazioni per renderlo abitabile, anche perché i beni mobili erano stati saccheggiati dai francesi e dati al demanio pubblico. Per molti anni dopo il 1848 fu impiegato come ospedale temporaneo militare; nel 1867 fu incamerato dal demanio statale italiano. Durante la seconda guerra mondiale fu danneggiato dai bombardamenti, che danneggiarono la parte sudoccidentale.

## Descrizione
La cappella fu completata nel 1774 ed ampliata nel 1793 da Ceroni. Vi si trovano una statua dell’Immacolata Concezione della prima metà del XVIII secolo dello scultore toscano Giovanni Domenico Olivieri, alle pareti laterali dei dipinti (risalenti agli ultimi anni 1730) del pittore piemontese Tana, mentre la volta fu affrescata (nel 1757-58) dal pittore modenese Giovanni Battista Alberoni. I dipinti delle porte della sacrestia furono dipinti dal paesaggista Vittorio Amedeo Cignaroli mentre i gradini lignei dell’altare maggiore sono nell’anno 1766 dallo scultore piemontese Stefano Maria Clemente. L’organo, degli anni 1778-1779, è opera di Francesco Concone.
Altri ambienti del seminario conservano due crocifissi di Felice Cervetti, un ritratto del '600 del beato Ascanio da Ceva dipinto dal monaco camaldolese Gregorio Cartaro, e sovrapporte di Scipione Cignaroli, Francesco Antoniani e Vittorio Amedeo Rapos.